# Ján Kadár
Ján Kadár (1 de abril de 1918-1 de junio de 1979) fue un escritor y director de cine eslovaco nacido en Hungría y de ascendencia judía .
Como cineasta, trabajó en Checoslovaquia , Estados Unidos y Canadá. La mayoría de sus películas fueron dirigidas en conjunto con Elmar Klos . Los dos se hicieron más conocidos por su película ganadora del Oscar La tienda de la calle mayor ( Obchod na korze , 1965).
Como profesor en la FAMU (Escuela de Cine y Televisión de la Academia de Artes Escénicas) en Praga , Kadár formó a la mayoría de los directores que engendraron la Nueva Ola Checoslovaca en la década de 1960.
Después de mudarse a los Estados Unidos, se convirtió en profesor de dirección cinematográfica en el American Film Institute en Beverly Hills. Su vida personal, así como sus películas, abarcaron y abarcaron una variedad de culturas: judía, eslovaca , húngara, checa y estadounidense. 